# 趙オウ
趙 柍（ちょう おう、1115年 - 1127年4月5日）は、北宋の徽宗の第25皇子（夭逝を除いて第20皇子）。

## 経歴
婕妤劉氏の長男として生まれた。劉氏は仙女のように美人と謳われ、徽宗に特別に寵愛された。後に安妃となり、また明節皇后の諡号を追贈された。趙柍が生まれたとき、道士の林霊素は趙柍を「玉霊真裔」と、皇帝の庶出幼子としては過分な称号で呼んだ。
政和5年（1115年）9月、恵国公の位を授けられた。宣和7年（1125年）3月、建安郡王の位を授けられた。徽宗の諸若子の中で、趙柍だけは王の位を授けられた。
13歳で靖康の変、金軍に拉致され、靖康2年2月15日（1127年4月5日）に死去した。

## 家族
- 婚約者：孔令則 - 金に連行され、完顔斜保（完顔宗翰の次男）の側室になり、1130年に趙梴（趙柍の異母兄）に再嫁した。

## 伝記資料
- 『靖康稗史箋證』
- 『宋会要輯稿』
- 『皇子楧加恩制』